# WataMote
A WataMote (ワタモテ), teljes címén Vatasi ga motenai no va dó kangaetemo omaera ga varui! (私がモテないのはどう考えてもお前らが悪い!; Hepburn: Watashi ga motenai no wa dō kangaetemo omaera ga warui!), a magyar teljes címe Kétség sincs afelől, hogy miattatok nem vagyok népszerű! egy japán mangasorozat, amelynek  írója és rajzolója Tanigava Nico. 2011. augusztus 4-től publikálja a Square Enix Gangan Comics Online mangamagazinjában. Észak-Amerikában a Yen Press szerezte meg a manga kiadási jogait. Egy négypaneles spin-off mangát 2013. január 22-étől publikál a Gangan Joker. A manga animeadaptációját a Silver Link stúdió készítette és 2013. július 8-tól szeptember 23-ig vetítették Japánban. 2014. október 22-én a manga 7. kötetéhez egy OVA-epizód is megjelent.

## Cselekmény
Az otome játékok világában jártas, 15 éves Kuroki Tomoko úgy reméli, hogy népszerű lesz, ha középiskolába kezd járni. Azonban hamar rájön, hogy ez messze van a valóságtól és egy zárkózott, magányos emberként találja magát. A történet végigköveti Tomoko szociális státuszának javítására történő próbálkozásait, ahogy haladnak előre középiskolai napjai.

## Szereplők
Kuroki Tomoko (黒木 智子)
Szinkronhangja: Kitta Izumi  (japán), Monica Rial (angol), Tamási Nikolett (magyar)
A történet kétségbeesett színezetű, magányos és gyakran zavaros főhőse, aki különböző messzeségekbe megy, hogy megpróbáljon – ahogy ő fogalmaz – „népszerűbb” lenni másoknál, azaz levetkőzze szociális betegségét és képes legyen kommunikálni az emberekkel. Kegyetlennek tekinti az életet és gyakran táskásak a szemei. A való életben csendes és visszahúzódó, de a videojátékok és animék világában otthonosan mozog. Elrugaszkodott lelki világa gyakran keveri furcsa vagy kényes szituációkba, néha perverz gondolatai támadnak és félreérthető helyzetekről fantáziál fiúkkal vagy megkívánja egyetlen barátját, Jút.
Kuroki Tomoki (黒木 智貴)
Szinkronhangja: Nakamura Júicsi  (japán), David Matranga (angol), Nagy Dániel Viktor (magyar)
Tomoko öccse, aki egy évvel fiatalabb nála. Gyakran összezavarja Tomoko szokatlan viselkedése, ami miatt nincs jó kapcsolatban nővérével. Népszerű a lányok körében és tehetséges focista, ezért Tomoko rendszeresen kér tőle tanácsot. Később ugyanabba a középiskolába kezd járni, ahová Tomoko is jár.
Narusze Jú (成瀬 優; Hepburn: Naruse Yū)
Szinkronhangja: Hanazava Kana  (japán), Emily Neves (angol), Szabó Zselyke (magyar)
Tomoko alsó középiskolai osztálytársa és legjobb barátja, akire gyakran csak Jú-csanként (ゆうちゃん; Hepburn: Yū-chan, ’Jú kisasszony’) utal, ő pedig Mokoccsinak (もこっち; Hepburn: Mokocchi) becézi Tomokót. Az eredetileg szemüveges, csúnyácska lány sokkal csinosabbá vált mióta középiskolába jár, s ez kicsit iriggyé teszi Tomokót. Ennek ellenére űzi korábbi hobbijait, mint az animenézést és továbbra is Tomokót tartja a legjobb barátjának. Jár egy fiúval, ami miatt gyakran csügged Tomoko. Jú a négypaneles spin-off manga főszereplője.
Kí (きーちゃん; Hepburn: Kī-chan) / Szatozaki Kiko (里崎 希心; Hepburn: Satozaki Kiko)
Szinkronhangja: Kugimija Rie  (japán), Juliet Simmons (angol), Pekár Adrienn (magyar)
Tomoko unokatestvére, aki első éves diák alsó középiskolában. Kezdetben felnéz Tomokóra, mintha a nővére lenne, azonban másképp tekint Tomokóra, miután rájön, hogy minden, amivel dicsekedett neki, hazugság volt.
Tomoko édesanyja (智子の母親; Hepburn: Tomoko no hahaoya)
Szinkronhangja: Hajamizu Risza  (japán), Shelley Calene-Black (angol), Kiss Anikó (magyar)
Tomoko és Tomoki édesanyja. Egy átlagos japán háziasszony, aki a háztartás mellett neveli gyermekeit. Gyakran szigorú, de megértő és aggódik lánya különös viselkedése miatt.
Imae Megumi (今江 恵美)
Szinkronhangja: Nonaka Ai  (japán), Juliet Simmons (angol), Pekár Adrienn (magyar)
A diáktanács elnöke Tomoko iskolájában, aki egy évvel idősebb nála. Ő az első tanuló, aki figyelmet fordít Tomokóra és különösen barátságos vele. Feltűnő szépsége és kedvessége nyomán nagy népszerűségnek örvend az iskolában.
Nemoto Hina (根元 陽菜)
Szinkronhangja: Kurosze Júko  (japán), Margaret McDonald (angol), Berkes Boglárka (magyar)
Tomoko osztálytársa, aki alkalmanként beszélget vele második éve alatt.
Okada Akane (岡田 茜)
Szinkronhangja: Aszai Ajaka  (japán), Kardos Eszter (magyar)
Tomoko osztálytársa, Hina legjobb barátja. Nagyon szókimondó lány, aki kitűnik sajátos hajviseletével. Középiskolai évei alatt baseballozott.
Komijama Kotomi (小宮山 琴美; Hepburn: Komiyama Kotomi)
Tomoko és Jú osztálytársa alsó középiskolában, aki a spin-off mangában jelenik meg. Nagyon nem kedvelik egymást Tomokóval, de Jú környezetében erőltetik a kibékülést. Szerelmes Tomokiba, noha érzéseit a fiú Tomokóval való kapcsolata teljesen szertefoszlatja.
Josida (吉田; Hepburn: Yoshida)
Tomoko rémisztő megjelenésű osztálytársa, aki rendszeresen erőszakoskodik a lánnyal, amikor az túllép egy bizonyos határt. Ennek ellenére kedveli az aranyos dolgokat.
Tamura Juri (田村 ゆり; Hepburn: Yuri Tamura)
Tomoko udvarias osztálytársa, aki rendszerint Josidával együtt látható.
Uccsí (うっちー; Hepburn: Ucchī)
Tomoko osztálytársa, aki egyre inkább tudatában van Tomoko viselkedésének.
Igucsi Akari (井口朱里; Hepburn: Akari Iguchi)
Egy lány Tomoko iskolájában, aki szerelmes Tomokiba, de Tomoko rendszeresen rontja a hírnevét.
Ogino (荻野)
Tomoko házitanítója második éve alatt.
Narrátor, stáblista felolvasása: Korbuly Péter (magyar)
További magyar hangok: Fehérváry Márton, Galiotti Barbara, Hám Bertalan, Lipcsey Borbála, Makray Gábor, Mohácsi Nóra, Molnár Levente, Nikas Dániel, Szabó Andor, Szabó Luca, Szalay Csongor, Szrna Krisztián

## Médiamegjelenések

### Manga
A mangasorozat írója és rajzolója Tanigava Nico. 2011. augusztus 4-től publikálja a Square Enix Gangan Comics Online mangamagazinjában. Az első tankóbon kötet 2012. január 21-én jelent meg, majd egy négykötetes antológia is kiadásra került 2013. június 22-én. A második kötet 2012. május 22-én jelent meg és az első héten 10. helyet ért el az Oricon eladási listáján. 2013 júliusáig 1,5 millió nyomtatott példány jelent meg. A manga a tengerentúlon rajongói fordítások útján lett népszerű, melyeket a 4chan képtáblára töltöttek fel. Észak-Amerikában a Yen Press szerezte meg a manga kiadási jogait, az Egyesült Királyságban pedig 2013. október 29-étől jelenik meg. Egy négypaneles spin-off mangát Vatasi no tomodacsi ga motenai no va dó kangaetemo omaera ga varui. (私の友達がモテないのはどう考えてもお前らが悪い。; Hepburn: Watashi no tomodachi ga motenai no wa dō kangaetemo omaera ga warui.), röviden TomoMote (トモモテ) címmel 2013. január 22-étől publikál a Square Enix Gangan Joker mangamagazinja.
| Kötet    | Kiadás dátuma        | Oldalszám | ISBN                |
| -------- | -------------------- | --------- | ------------------- |
| 1. kötet | 2012. január 21.     | ?         | ISBN 978-4757534803 |
| 2. kötet | 2012. május 22.      | 140       | ISBN 978-4757535978 |
| 3. kötet | 2012. december 22.   | 136       | ISBN 978-4757538184 |
| 4. kötet | 2013. június 22.     | 137       | ISBN 978-4757539808 |
| 5. kötet | 2013. szeptember 21. | 135       | ISBN 978-4757540644 |
| 6. kötet | 2014. március 22.    | 128       | ISBN 978-4757540255 |
| 7. kötet | 2014. október 22.    | 139       | ISBN 978-4757541214 |
| 8. kötet | 2015. augusztus 22.  | 140       | ISBN 978-4757547131 |
| 9. kötet | 2016. március 22.    | 140       | ISBN 978-4757549111 |

### Anime
A manga animeadaptációját a Silver Link készíti és 2013. július 8-ától szeptember 23-ig vetítették Japánban, illetve egyidejűleg a Crunchyrollon is bemutatták. A sorozatot Ónuma Sin rendezte, a forgatókönyvet Josioka Takao írta, a szereplőket Furukava Hideki tervezte. Észak-Amerikában a Sentai Filmworks szerezte meg az anime forgalmazási jogait. Egy OVA-epizód a manga hetedik kötetével jelent meg 2014. október 22-én.
2016 augusztusában jelentek meg az első információk a sorozat egy nem hivatalos magyar szinkronjáról, amelyet hivatásos szinkronszínészek játszanak profi szinkronrendező és gyártásvezető közreműködésével. Azóta a teljes magyar változat elkészült, a sorozat első két epizódjának ingyenes premiervetítésére a Lurdy Moziban került sor 2016. október 8-án. Az epizódok rendszeres online vetítése 2017. január 21-én kezdődött a projekt mögött álló DragonHall+ rajongói csapat oldalán.

#### Zene
Az anime nyitótémája a Vatasi ga motenai no va dó kangaetemo omaera ga varui! (私がモテないのはどう考えてもお前らが悪い!; Hepburn: Watashi ga motenai no wa dō kangaetemo omaera ga warui!) Szuzuki Konomi és a Kiba of Akiba előadásában, míg a zárótémája a Dó kangaetemo vatasi va varukunai" (どう考えても私は悪くない; Hepburn: Dō kangaetemo watashi wa warukunai) Kitta Izumitól. Néhány epizód eltérő zárófőcímmel volt látható: a második epizód végén a Muszó renka (夢想恋歌; Hepburn: Musō renka), a negyedik végén a Joru no tobari jo szajónara (夜のとばりよ さようなら; Hepburn: Yoru no tobari yo sayōnara) volt hallható, mindkettő Velvet,Kodhy előadásában. A hatodik epizód végén a Nacu macuri (夏祭り; Hepburn: Natsu matsuri) volt hallható Utsu-P & Minatsukitoka előadásában és Hacune Miku énekével. A tizenegyedik epizód végén a Szokora no csaku-gurumi no fúszen to vatasi (そこらの着ぐるみの風船と私; Hepburn: Sokora no chaku-gurumi no fūsen to watashi) csendült fel Velvet,Kodhy és µ előadásában.

#### Epizódlista
| #   | Epizód címe | Első japán sugárzás  | Első magyar (online) sugárzás |
| --- | --- | -------------------- | ----------------------------- |
| 1   | Mivel népszerűtlen vagyok, helyrerázom az imázsom Motenai si, csotto imecsen szuru va (モテないし、ちょっとイメチェンするわ; Hepburn: Motenai shi, chotto imechen suru wa)    | 2013. július 8.      | 2017. január 14.              |
| 2   | Mivel népszerűtlen vagyok, egy régi barátommal talizom Motenai si, mukasi no tomodacsi ni au (モテないし、昔の友達に会う; Hepburn: Motenai shi, mukashi no tomodachi ni au)   | 2013. július 15.     | 2017. január 21.              |
| 3   | Mivel népszerűtlen vagyok, az időjárás is elromlott Motenai si, akutenkó (モテないし、悪天候; Hepburn: Motenai shi, akutenkō)                                                 | 2013. július 22.     | 2017. augusztus 5.            |
| 4   | Mivel népszerűtlen vagyok, inkább csak alszom Motenai si, csotto ii jume miru wa (モテないし、ちょっといい夢見るわ; Hepburn: Motenai shi, chotto ii yume miru wa)             | 2013. július 29.     | 2017. augusztus 12.           |
| 5   | Mivel népszerűtlen vagyok, a képességeimet felhúzom Motenai si, szukiru appu sitemiru (モテないし、スキルアップしてみる; Hepburn: Motenai shi, sukiru appu shitemiru)         | 2013. augusztus 5.   | 2017. augusztus 19.           |
| 6   | Mivel népszerűtlen vagyok, meglesem a tűzijátékot Motenai si, hanabi ni iku (モテないし、花火に行く; Hepburn: Motenai shi, hanabi ni iku)                                     | 2013. augusztus 12.  | 2017. augusztus 26.           |
| 7   | Mivel népszerűtlen vagyok, kiélvezem a nyári vakációt Motenai si, nacujaszumi o makicu szuru (モテないし、夏休みを満喫する; Hepburn: Motenai shi, natsuyasumi o makitsu suru) | 2013. augusztus 19.  | 2019. december 6.             |
| 8   | Mivel népszerűtlen vagyok, kérkedni fogok Motenai si, mievoharu (モテないし、見栄をはる; Hepburn: Motenai shi, miewoharu)                                                     | 2013. augusztus 26.  | 2019. december 13.            |
| 9   | Mivel népszerűtlen vagyok, a nyár is kereket old Motenai si, nacu ga ovaru (モテないし、夏が終わる; Hepburn: Motenai shi, natsu ga owaru)                                     | 2013. szeptember 2.  | 2019. december 20.            |
| 10  | Mivel népszerűtlen vagyok, az új félév nem jön jól Motenai si, nigakki ga hadzsimaru (モテないし、二学期が始まる; Hepburn: Motenai shi, nigakki ga hajimaru)                  | 2013. szeptember 9.  | 2019. december 27.            |
| 11  | Mivel népszerűtlen vagyok, részt veszek a fesztiválon Motenai si, bunkaszai ni szankaszuru (モテないし、文化祭に参加する; Hepburn: Motenai shi, bunkasai ni sankasuru)        | 2013. szeptember 16. | 2020. január 3.               |
| 12  | Mivel népszerűtlen vagyok, a jövőmön gondolkozom Motenai si, sórai o kangaeru (モテないし、将来を考える; Hepburn: Motenai shi, shōrai o kangaeru)                             | 2013. szeptember 23. | 2020. január 10.              |
| OVA | Mivel népszerűtlen vagyok, titokzatoskodom Motenai si, nazo meite miru (モテないし, 謎めいてみる; Hepburn: Motenai shi, nazo meite miru)                                      | 2014. október 22.    | 2020. január 17.              |

## Fogadtatás
A WataMote második kötete a 10. legkelendőbb manga volt Japánban a megjelenésének hetében.
A WataMote viták tárgyát képezte, különösen a szociális fóbia abban bemutatott kezelése és a főszereplő Tomoko. Megoszlottak a vélemények arról, hogy a sorozat egy vígjáték vagy inkább egy tanulmány a neurózisról, és vitatták, hogy a téma bemutatása lehet-e humoros vagy sem. A animefeldolgozást sok weboldal dicsérte, kiemelve Kitta Izumi alakítását a főszereplőként. A legtöbb pozitív kritikát a sorozat főcíme kapta, amely a kritikusok szerint zenéjében és látványában is jól szemlélteti Tomoko magányát, frusztrációját és szociális fóbiáját.
Richard Eisenbeis, a Kotaku szerkesztője és animekritikusa különösen negatív kritikát fogalmazott meg, és a WataMotét a „leggaládabb” animének nevezte, amelyet valaha látott kritikusként és rajongóként. Eisenbeis kritizálta, hogy a sorozat fő humorforrása a főszereplő szociális szorongása, s ezáltal ízléstelenül alázza meg a mentális betegeket.

## Fordítás
- Ez a szócikk részben vagy egészben  a   WataMote című angol Wikipédia-szócikk ezen változatának fordításán alapul.  Az eredeti cikk szerkesztőit annak laptörténete sorolja fel. Ez a jelzés csupán a megfogalmazás eredetét és a szerzői jogokat jelzi, nem szolgál a cikkben szereplő információk forrásmegjelöléseként.